# Костайниця (громада)
Костайниця (серб. Општина Костајница) — боснійська громада, розташована в регіоні Прієдор Республіки Сербської. Адміністративним центром є місто Костайниця.